# Абу Талиб аль-Макки
Абу Талиб Мухаммад ибн 'Али аль-Макки (ум. 998, Багдад), — учёный-хадисовед, шафиитский правовед и суфийский мистик.

## Биография
Он родился в персидской провинции Джиба в начале X века. Аль-Макки вырос в Мекке, где он получил образование по хадисоведению и корановедению в кругах традиционалистов города. Абу Саид ибн аль-Араби (ум. 998), ученик умеренного суфийского мистика, Джунейда аль-Багдади, был одним из ранних учителей-традиционалистов аль-Макки. Аль-Макки переехал в Басру в 998 году, и продолжил своё обучение у разных суфиев, прежде чем он нашёл постоянное пристанище в Багдаде. Аль-Макки оставался суровым аскетом на протяжении всей своей жизни, и был известен в Багдаде своими строгими постами. С раннего возраста аль-Макки был утомлён «личными суждениями и суждениями по аналогии», и выступал за использование в толковании священных текстов «слабых» хадисов при отсутствии «достоверных» (сахих) хадисов. У него был сын, Умар ибн Мухаммад ибн ‘Али (ум. 444 г.х./ 1053).

## Пища сердец
Самая влиятельная работа аль-Макки — «Кут аль-кулюб фи му’амалят аль-махбуб ва васф Тарик аль-мюрид иля макам ат-таухид» , или «Пища сердец », являющееся произведением по систематическому изучению суфизма и «знания души». Это знание, известное как марифа, доступно через внутренние и внешние благочестивые дела по отношению Богу. Аль-Макки использует свои знания хадисов и Корана для утверждения того, что марифа — это единственная истинная форма знания, доступная для мусульман. В «Поддержании сердца», он толкует слова Пророка: «стремление к знанию — это долг» через пять столпов ислама, как божественное утверждение, что наука сердца имеют непреходящую ценность. Он подробно излагает элементы целостной благочестивой жизни, о которой сообщают науки о сердце, и умаляет важность «знание языков». Это относится к любой форме знаний, которая может быть использована для социальной и экономической выгоды. Целенаправленная атака аль-Макки на эту форму знания, вероятно, повлияло на карьеризм религиозных специальностей, которые сопровождали расширение ислама. Отчасти из-за его чувств к «знанию языков», аль-Макки сравнивали с ранними отрешёнными и людьми вины. Эти суровые аскеты презирали точно так же эгоистичные и инновационные практики ислама. Целые страницы «Пищи сердец» были скопированы Мухаммадом аль-Газали в его Ихйа улюм ад-дин.